# أولوفات
أولوفات (بالإنجليزية: Olofat)‏ في ميثولوجيا جزر كارولين هو الرب الذي يسافر بين السماء والأرض، وهو ابن لوجيلان Lugeilan، الذي أحضر النار من السماء إلى الأرض.